# Distrito electoral 12 (condado de Cedar, Nebraska)
El distrito electoral 12 (en inglés: Precinct 12) es un distrito electoral ubicado en el condado de Cedar en el estado estadounidense de Nebraska. En el Censo de 2010 tenía una población de 203 habitantes y una densidad poblacional de 2,18 personas por km².

## Geografía
El distrito electoral 12 se encuentra ubicado en las coordenadas 42°34′9″N 97°18′31″O / 42.56917, -97.30861. Según la Oficina del Censo de los Estados Unidos, el distrito electoral 12 tiene una superficie total de 93.05 km², que corresponden a tierra firme.

## Demografía
Según el censo de 2010, había 203 personas residiendo en el distrito electoral 12. La densidad de población era de 2,18 hab./km². De los 203 habitantes, el distrito electoral 12 estaba compuesto por el 99.51% blancos y el 0.49% pertenecían a dos o más razas. Del total de la población el 0.49% eran hispanos o latinos de cualquier raza.